# MSC Oscar
MSC Oscar (IMO: 9703291,  MMSI: 355906000 Pozivni znak: 3FBT7), trenutno najveći brod na svijetu: Dugačak je 396m i širok 59m, a može nositi 19 224 kontejnera (196 000t). Izgrađen je 2014. godine i plovi pod panamskom zastavom.
Tri metra duži ali pet metara uži kontejnerski brod od njega je MSC New York koji može nositi manji broj kontejnera (18 270). isti broj kontejnera kao i MSC Oscar mogu nositi i brodovi MSC Oliver, MSC Zoe i MSC Maya.